# Distintivo "Por Tiro Excelente"
O distintivo "Por Tiro Excelente" é um distintivo de peito da União Soviética. Estabelecido por ordem do Conselho Militar Revolucionário em 10 de julho de 1922 para recompensar o Estado-Maior de comando e os soldados de base do Exército Vermelho pelo seu sucesso no treinamento de combate. Em 1928, foi dividido em dois graus, correspondentes ao primeiro e segundo anos de serviço de um militar. Em 1938, por ordem do Comissário de Defesa do Povo, o distintivo recebeu uma nova aparência.

## Características
Distintivo de 1922
O distintivo "Por Tiro Excelente" de 1922 é uma estrela de cinco pontas com raios inferiores alongados, feita de esmalte vermelho, com uma imagem de uma foice e um martelo cruzados no centro. A estrela é sobreposta com a imagem de um soldado do Exército Vermelho (RKKA) usando um sobretudo e chapéu Budenovka, disparando um fuzil de pé, em frente a uma metralhadora montada. Os raios inferiores da estrela são conectados por uma faixa com a inscrição "Por tiro excelente".
Distintivo de 1938

Um distintivo em forma de alvo de tiro redondo, no topo do qual está a inscrição “Por tiro excelente”. Acima do alvo há uma estrela vermelha de cinco pontas com uma foice e um martelo. À esquerda, o alvo é emoldurado por uma faixa vermelha, à direita, por folhas de louro. Abaixo do alvo há uma fita figurada de esmalte vermelho com a inscrição “RKKA”. O distintivo é suspenso por duas correntes em um pequeno bloco retangular de esmalte vermelho.

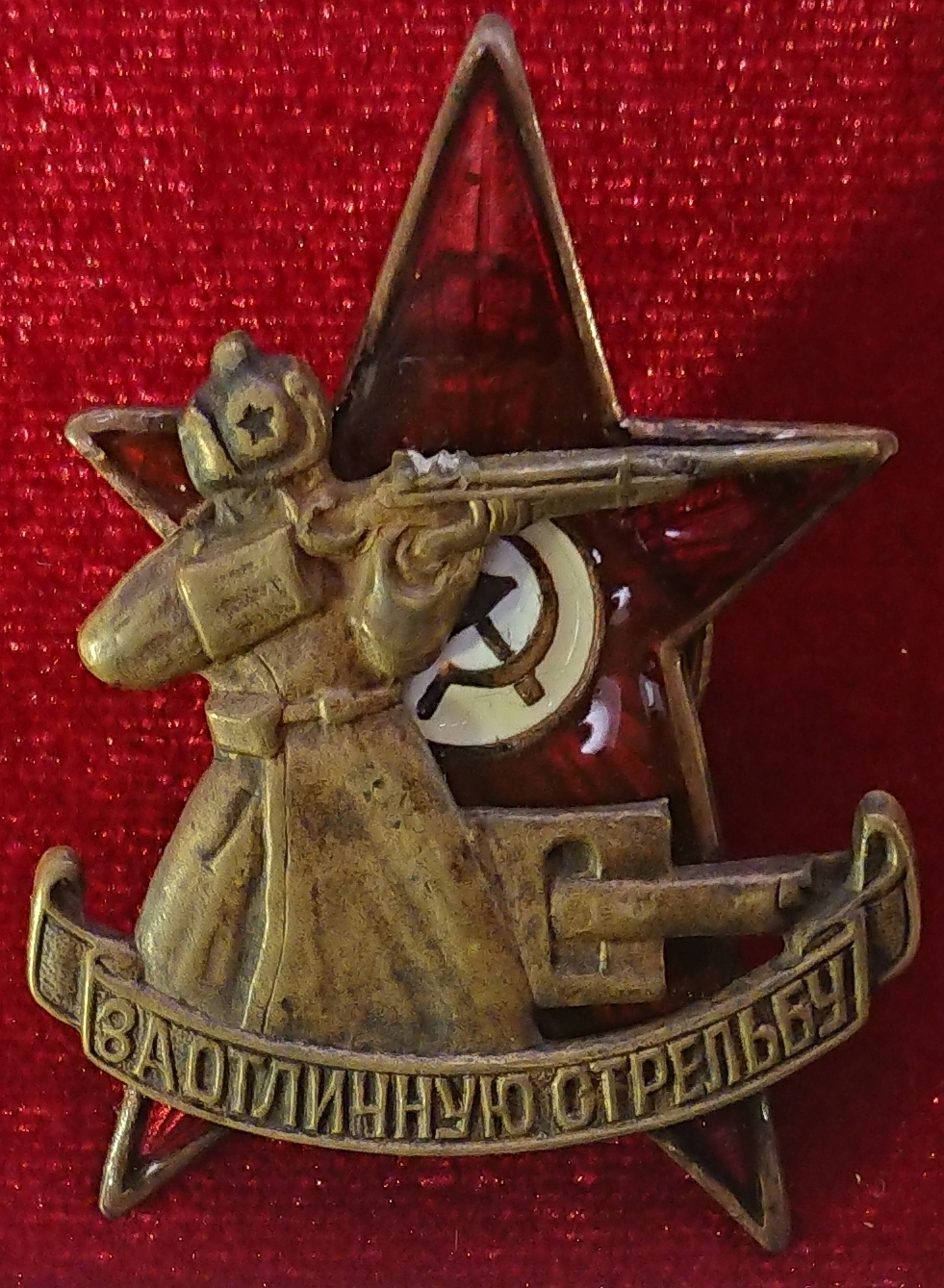
Distintivo "Por Tiro Excelente", modelo de 1922.
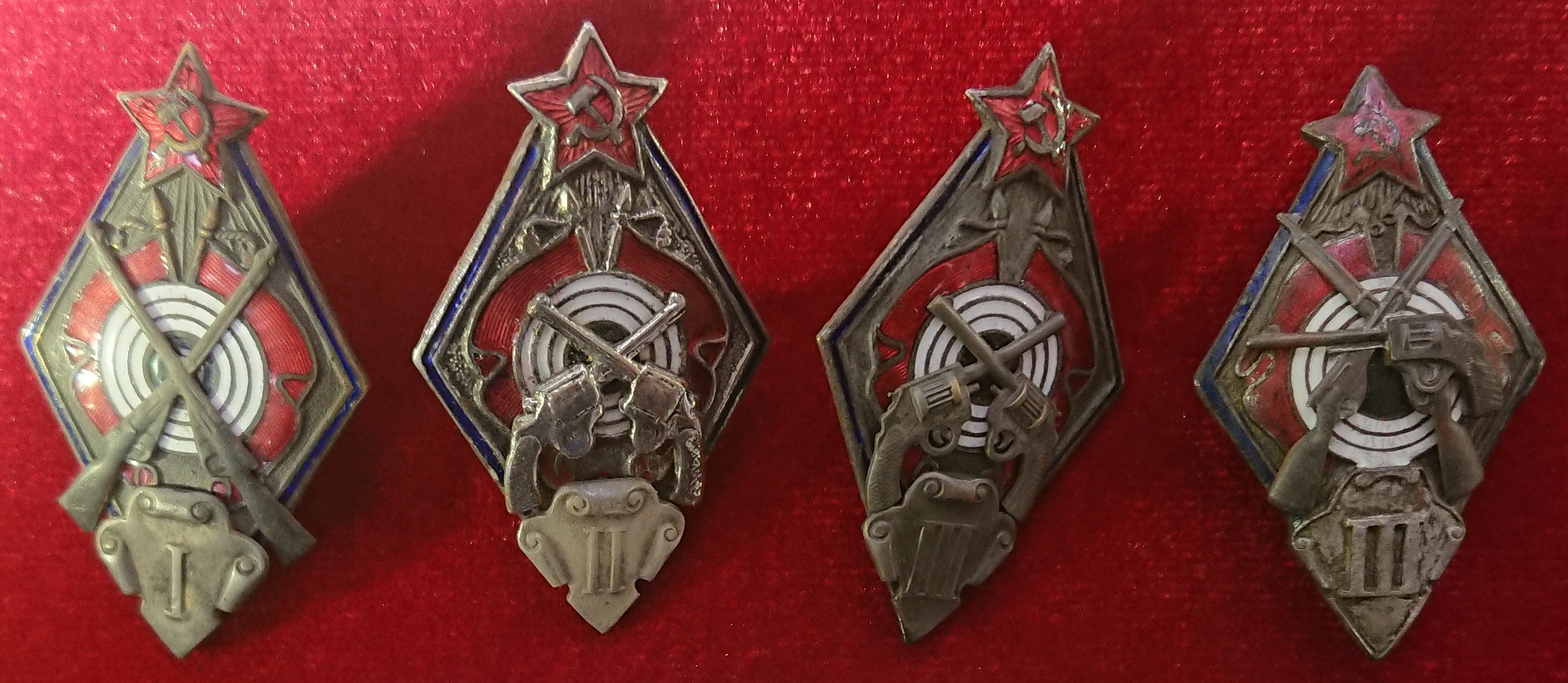
Distintivos para tiro com fuzis e pistolas em competições obrigatórias do Exército Vermelho de 1º, 2º e 3º graus, década de 1930.